# ديويت سي. ويلسون
ديويت سي. ويلسون هو سياسي أمريكي، ولد في 14 مايو 1827، وتوفي في 26 أغسطس 1895. نشط حزبياً في الحزب الجمهوري. وقد انتخب عضو جمعية ولاية ويسكونسن ‏ وانتخب عضو مجلس ولاية ويسكونسن ‏.